# Biserica de lemn din Poganu

Biserica de lemn din Poganu, judeţul Olt. Foto: 2009

Intrarea în biserică. Foto: 2009

Pisania. Foto: 2009

Biserica de lemn din Poganu se află în localitatea omonimă din județul Olt, poartă hramul „Cuvioasa Paraschiva” și este databilă cel mai târziu de la începutul secolului 19.  Biserica este înscrisă pe noua listă a monumentelor istorice, LMI 2004:  OT-II-m-B-08991.

## Imagini din exterior

fațada de sud
fațada de apus
clopotnița